# Żarna
Żarna [pronunciación en polaco: /ˈʐarna/] (en alemán: Gewiesener Mühle) es unasentamiento despoblado en Gmina Miastko, Distrito de Bytów, Voivodato de Pomerania, en el norte de Polonia. Se encuentra aproximadamente 13 km al noreste de Miastko, 25 km al oeste de Bytów, y 103 km al oeste de la capital regional, Gdańsk.
De 1975 a 1998 el pueblo estaba en el Voivodato de Słupsk.